# Anatoli Georgijewitsch Alexin
Anatoli Georgijewitsch Alexin (russisch Анатолий Георгиевич Алексин, wiss. Transliteration Anatolij Georgievič Aleksin, mit richtigem Namen Goberman / Гоберман, geboren am 3. August 1924 in Moskau; gestorben am 1. Mai 2017 in Luxemburg) war ein sowjetischer und russisch-israelischer Schriftsteller, Lyriker und Dramatiker.

## Leben
In seiner Jugend veröffentlichte er in der Zeitung Pionerskaja Prawda (Пионерская правда). Er schloss sein Studium der Orientalistik am Moskauer Institut für Orientalistik 1950 ab, im selben Jahr erschien sein erstes Buch Einunddreißig Tage (Тридцать один день). Er lebte ab 1993 in Israel. Er schrieb Romane für junge Leute.
Sein wohl bekanntestes Werk ist Mein Bruder spielt Klarinette (russ. Мой брат играет на кларнете / Moi brat igrajet na klarnete). Es wurde auch im Rahmen des Projekts der „100 Bücher“ (100 книги) in die Liste der einheimischen Literatur aufgenommen, ein vom russischen Ministerium für Bildung und Wissenschaft der Russischen Föderation entwickeltes Projekt, um den Schülern ein Spektrum für das unabhängige Lesen zu bieten.
Er ist auf dem Kunzewoer Friedhof in Moskau begraben.

## Publikationen (Auswahl)
- Freundschaft mit Rotfuchs. Berlin: Kinderbuchverl., 1967
- Eine haarsträubende Geschichte. Berlin: Kinderbuchverlag, 1972
- Mein Bruder spielt Klarinette. Berlin: Kinderbuchverlag, 1977 (und andere Erzählungen; aus dem Russischen; weitere Erzählungen: Ein spätes Kind; Woanders indessen; Vorgestern und übermorgen)
- Mein schönster Tag. Berlin: Kinderbuchverlag, 1979

## Hörspiele in der DDR
- 1980: Der andere Sergej – Regie: Detlef Kurzweg (Hörspielbearbeitung, Kinderhörspiel – Rundfunk der DDR)